# Купчинська Зоряна Олегівна
Зоряна Олегівна Купчинська (нар. 26 лютого 1964, м. Львів) — український мовознавець. Доктор філологічних наук (2017), професор. Дійсний член НТШ (2019). Дочка Олега Купчинського.

## Життєпис
Зоряна Купчинська народилася 26 лютого 1964 року в місті Львові.
Закінчила філологічний факультет (1986) та аспірантуру (1993) Львівського національного університету імені Івана Франка. Працювала учителем української мови і літератури Львівської середньої школи (1986—1990), нині в Alma-mater: доцент, професор, завідувач (2016) катедри української мови імені професора Івана Ковалика.

## Наукова діяльність
У 1993 році захистила кандидатську дисертацію на тему: Лексико-семантична і словотвірна структура географічних назв на —ин, —ів (територія України, Х—XX ст.)(Львів).
У 2017 році захистила докторську дисертацію на тему: «Стратиграфія архаїчної ойконімії України».
Монографії
1. Ономастика України першого тисячоліття нашої ери. — К. : Наук. думка, 1992. — 283 c. (у співавторстві: Абакумов О.В., Бучко Г.Є., Бучко Д.Г. та ін.)
2. Стратиграфія архаїчної ойконімії України : монографія / Зоряна Олегівна Купчинська. — Львів : НТШ, 2016. — 1278 с.; 56 картосхем.
3. Купчинська, З. Назви локусу в минулому і сьогодні // Мова в суспільстві: семантика, синтактика, прагматика / за ред. Г. Мацюк, І Митнік, О. Новікової. — Варшава — Львів — Мюнхен:  Wydawnictwo KUL, Lublin. — 2019. — Ч.1. — С. 193—206.

Публікації у фахових виданнях
1. Купчинська, З. Топоніми на -ин, -ів слов’янського походження (територія України, Х–ХХ ст.) //  Мовознавство, 1993. — №5. — С. 27–35.
2. Купчинська, З. Відприсвійна топонімія неслов’янського походження // зб.”Мова та її функціонування” // Вісник Львів. ун-ту. Серія філолог.– Львів, 1995. —  Вип. 25. —  С. 58–65.
3. Купчинська, З. Ожидів, Оглядів …і подібні / З.О. Купчинська // Вісник Львів. ун-ту. Сер. філолог. — Львів, 2004. — Вип. 34. — Ч. II. — С. 174–179.
4. Купчинська, З. Позитивне мислення слов’ян через призму оніма / З.О. Купчинська // Вісник Львів. ун-ту. Сер. філолог. — Львів, 2006. — Вип. 38.– С.173–184.
5. Купчинська, З. Семантичний простір з домінантою людина (на матеріалі української ойконімії) / З.О. Купчинська // Лексикографічний бюлетень. — К., 2006. — Вип. 14. — С. 53–68.
6. Купчинська, З. Географія посесивних ойконімів у XVI–XVII ст. / З.О. Купчинська // Вісник Прикарпатського ун-ту ім. В. Стефаника. — Івано-Франківськ, 2007. — Вип. XV–XVIII. — С. 406–410.
7. Купчинська, З. Ареал українських ойконімів на -ьскъ  XVIII — XX ст. / З.О. Купчинська // Науковий вісник Чернівецького ун-ту. Слов’янська філологія.– Чернівці, 2007. — Вип. 354. — С. 177–183.
8. Купчинська, З. Картографічний та хронологічний аспекти вивчення ойконімії / З.О. Купчинська // Актуальні проблеми філології та перекладознавства. Зб. наук. праць. Ч.І. — Хмельницький , 2007. — Вип. 3. — С. 297–300.
9. Купчинська, З. Ойконімічна стратиграфія: термінний корпус / З.О. Купчинська // Українська термінологія і сучасність. — Київ, 2007. — Вип. VII. — С. 254–257.
10. Купчинська, З. Українські ойконіми на -ьsk- (найраніший документований період) / З.О. Купчинська // Наукові записки Тернопільського національного педагогічного ун-ту ім. В.Гнатюка. Серія: Мовознавство. —1(16) 2007. — Тернопіль, 2007. — С. 200–209.
11. Купчинська, З. Ономастична спадщина В. Сімовича / З.О. Купчинська // Науковий вісник Чернівецького ун-ту. Слов’янська філологія. — Чернівці, 2008. — Вип. 312. — С. 258–261.
12. Купчинська, З. Компонент за- в архаїчній ойконімії України / З.О. Купчинська // Studia slovakistica. Ономастика.Топоніміка. — Ужгород, 2009. — № 10. — С. 252–262.
13. Купчинська, З. Просторо-часовий вимір української ойконімії: система і тенденції / З.О. Купчинська // Вісник Львів. ун-ту. Сер. філолог. — Львів, 2009. — Вип. 46. — Ч. 2. — С. 83–91.
14. Купчинська, З. Дещо про методику виокремлення антропонімів із ойконімії / З.О. Купчинська // Вісник Львів. ун-ту. Сер. філолог. — Львів, 2010. — Вип. 50. — С. 409 — 416.
15. Купчинська, З. Архаїчний ойконімний ландшафт Подільського воєводства XV–XVII ст. / З.О. Купчинська // Вісник Прикарпатського національного ун-ту ім. В. Стефаника. — Івано-Франківськ, 2011. — Вип. XXIX–XXXI. — С. 100–106.
16. Купчинська, З. Genetivus possessivus в ойконімії України (назви жіночого роду) / З.О. Купчинська // Наукові записки. Серія : Філологічні науки (мовознавство) / Кіровоградський державний педагогічний університет імені Володимира Винниченка ; [відп. ред. Олег Семенюк]. — Вип. 100. — Кіровоград : РВВ КДПУ ім. В. Винниченка, 2011. — С. 98–101.
17. Купчинська, З. Архаїчна ойконімія України з компонентом з- / З.О. Купчинська // Дослідження з лексикології і граматики української мови: [Зб. наук. пр.] / За ред. проф. А. М. Поповського. — Дніпропетровськ: Вид-во ДНУ, 2011. — Вип. 10. — С. 153–160.
18. Купчинська, З. Ойконімія України XVIII — XX ст. з родовим належності/ З.О. Купчинська // Вісник Львів. ун-ту. Сер. філолог.– Львів, 2012. — Вип. 56. — Част. 1. — С. 264 — 272.
19. Купчинська, З. Архаїчні ойконіми на -ичі в системі плюративів / З.О. Купчинська // Українська мова. — 2012. — № 3. — С. 73 — 93.
20. Купчинська, З. Світ природи у світі оніма: семантичне поле ‘птахи’(на матеріалі архаїчної ойконімії України) / З.О. Купчинська // Українське мовознавство. Міжвідомчий наук. зб. — К: Вид-во КНУ ім. Тараса Шевченка, 2012. — Вип. 42/1.  — С. 226–233.
21. Купчинська, З. Ареальний вимір архаїчних ойконімів-плюративів / З.О. Купчинська // Наукові записки Вінницького державного педагогічного ун-ту імені Михайла Коцюбинського. Серія: Філологія (мовознавство). — Вінниця , 2012. — Вип. 16. — С. 359 — 366.
22. Купчинська, З. Відносні прикметники та архаїчна ойконімія України / З.О. Купчинська // Вісник Львів. ун-ту. Сер. філолог.– Львів, 2012. — Вип. 57. — С. 168 — 184.
23. Купчинська, З. Присвійні прикметники та посесивна ойконімія України / З.О. Купчинська // Дослідження з лексикології і граматики української мови: [Зб. наук. пр.] / За ред. проф. А. М. Поповського. — Дніпропетровськ: Вид-во ДНУ, 2012. — Вип. 11. — С. 138–148.
24. Купчинська, З. Щодо хронології ойконімів-плюративів / З.О. Купчинська // Актуальні проблеми філології та перекладознавства. Зб. наук. праць. — Хмельницький, 2013. — Вип. 6. — Ч.2. — С. 152–167.
25. Купчинська, З. Історія та перспектива Загальнослов’янського ономастичного атласу / З.О. Купчинська // Наукові записки Тернопільського національного педагогічного університету ім. В.Гнатюка. Серія: Мовознавство. — Тернопіль, 2014. — Вип. ІІ (24).  — С. 148–154.
26. Купчинська, З. Йотово-посесивна ойконімія України: хронологічний аспект / З.О. Купчинська // Науковий вісник Східноєвропейського національного ун-ту імені Лесі Українки. Філологічні науки. Мовознавство. 2(279). — Луцьк, 2014. — С. 70 — 75.
27. Купчинська, З. Компонент Рад- в архаїчній ойконімії України / З.О. Купчинська // Дослідження з лексикології і граматики української мови: [Зб. наук. пр.] / За ред. проф. А. М. Поповського. — Дніпропетровськ: Вид-во ДНУ, 2013. — Вип. 14. — С. 49–61.
28. Купчинська, З. Деантропонімна архаїчна ойконімія: відкомпозити / З.О. Купчинська // Записки з ономастики. — Одеса, 2015. — Вип. 18. — С. 416 — 434.
29. Купчинська, З. Ареал ойконімів на *-ьskъ XVI — XVII ст. / З.О. Купчинська // Граматичні студії . Зб. наук. праць. — Вінниця ДонНУ, 2015. — С. 167–173.
30. Купчинська, З. Архаїчні ойконіми на ٭-ьn: ареал і статистика до XIV і XX ст. / З.О. Купчинська // Восточноукраинский лингвистический сборник: Выпуск шестнадцатый. Сб. науч. трудов. // Редколлегия: Г. П. Лукаш (отв. ред.) и др. — Винница, 2015. — Вып. 16. — С. 18–34.
31. Купчинська, З. Відтопографічні ойконіми-плюративи / З.О. Купчинська // Дослідження з лексикології і граматики української мови : зб. наук. пр. /за ред. проф. І. С. Попової. — Дніпропетровськ, 2015. — Вип. 16. — С. 88–102.
32. Купчинська, З. Архаїчні ойконіми на *-j-: ареал і статистика до XIV і XXI ст. / З.О. Купчинська // Вісник Львів. ун-ту. Сер. філолог. — Львів, 2016. — Вип. 63. — С. 144–154.
33. Купчинська, З. Архаїчні ойконіми на *-inъ: ареал і статистика до XIV і XXI ст. / З. О. Купчинська // Наукові записки Тернопільського національного педагогічного університету імені Володимира Гнатюка. Серія: Мовознавство. — Тернопіль, 2016. — № 1(25). — С. 42 — 47.
34. Купчинська, З. Архаїчні ойконіми на*-ьskъ: Верхнє та Середнє Придністер'я (ХІ-XXI ст.) / З. О. Купчинська // Наукові записки Тернопільського національного педагогічного університету ім.. В.Гнатюка. Серія: Мовознавство. — Вип. І (27). — Тернопіль, 2017. — С.194–198.
35. Купчинська, З. Стратиграфія ойконімів як джерело етнології/ З. О. Купчинська // Рідне слово в етнокультурному вимірі // Рідне слово в етнокультурному вимірі [Текст] : зб. наук. праць / Дрогобицький державний педагогічний університет імені Івана Франка. —Дрогобич : Посвіт, 2017.  — С. 143–
36. Купчинська, З. Архаїчні ойконіми на *-ьskъ: Правобережне Полісся  (XI–ХІХ ст.) / З. О. Купчинська // Вісник Львівського ун-ту. Серія філолог. — Львів, 2017. — Вип. 64. Ч. II. — С. 18–29.
37. Купчинська, З. Деантропонімна архаїчна ойконімія України: відкомпозити. II. // Записки з ономастики. — Вип.20. — Одеса, Астропринт, 2017. — С. 159–175.
38. Купчинська, З. Ойконіми на *-ьn Західного і Середнього Полісся: ареальний і хронологічний аспекти // Філологічні студії. Науковий вісник Криворізького державного педагогічного університету. — Вип.17. — Кривий Ріг, 2018. — С. 54 — 67.
39. Купчинська, З. Географічні назви на *-ьskъ Східного Полісся XIV — XVIII ст.// Вісник Львівського університету. Серія філологічна. — Вип. 68. — Львів, 2018. — С. 155–171.
40. Купчинська, З. До словника власних назв (на матеріалі архаїчної ойконімії України). II. // Проблеми гуманітарних наук : збірник наукових праць Дрогобицькогодержавного педагогічного університету імені Івана Франка. Серія «Філологія» / ред. кол. Надія Скотна (шеф-редактор), Марія Федурко (головний редактор) та ін. — Дрогобич : Редакційно-видавничий відділ ДДПУ імені Івана Франка, 2018. — Вип. 42. — 222 с. — С. 74–88.
41. Купчинська, З. До словника власних назв (на матеріалі архаїчної ойконімії України). ІІІ.// Вісник Львівського університету. Серія філологічна. — Вип. 70. — Львів, 2019. — С. 355–369.
42. Купчинська, З. Львівська ономастична школа: етапи становлення і перспективи розвитку // Вісник Львівського університету. Серія філологічна. — Вип. 71. — Львів, 2019. — Ч.І. —  С. 3–78.
43. Купчинська, З..  Посесивні географічні назви на *‑ovъ/*‑evъ Лівобережжя у XVIII ст. // Проблеми гуманітарних наук. Збірник наукових праць. — Дрогобич, 2019. — Вип. 44. — С. 39–59.
44. Купчинська, З..  Генітив належности в мікротопонімії // Вісник Львівського університету. Серія філологічна. — Вип. 72. — Львів, 2020. — Ч.І. —  С. 159–170.

Закордонні публікації
1. Купчинська, З. Запозичені імена як твірні основи українських ойконімів / З.О. Купчинська // Současná Ukrajinistika: Problémy jazyka, literatury a kultury.2 Olomoucké sympozium ukrajinistů. — Olomouc, 2004. — S. 88–92.
2. Купчинская, З. Ойконимия как источник реконструкции праславянских архетипов/ З.О. Купчинская // История и культура славян в зеркале языка: славянская лексикография. — М., 2005. — С. 65–67.
3. Купчинська, З. Топонімічна картина світу: теоретичний аспект / З.О. Купчинська // Ucrainica II. Soućasná Ukrajinistika. Problémy jazyka, literatury a kultury. — Olomouc, 2006. — Ćast II. — S. 563– 570.
4. Купчинська, З. Ареал українських ойконімів на -ин Х–XV ст. / З.О. Купчинська // Актуальне вопросы славянской ономастики. — Гомель, 2006. — С. 138–144.
5. Kupchynska Zoryana. Archaic Oikonymy of Ukraine in Stratigraphic Aspect / Zoryana Kupchynska // Tezes Vanago, 2007. — Vilnius, 2007. — S. 45 — 46.
6. Купчинська, З. Стратиграфічний аспект дослідження архаїчної ойконімії України / З.О. Купчинська // Nowe nazwy własne, nowe tendencje badawcze”. — Kraków, 2007. — S. 345– 359.
7. Купчинська, З. Історична «мода» на типи ойконімів / З.О. Купчинська // Nazwy własne a społeczeństwo.– Wrocław — Łask, 2010. — T.2. — S. 141–151.
8. Купчинська, З. Українсько-західнослов’янські лексичні паралелі (ойконіми на *ьn) / З. Купчинська // Lexika slovenskej onymie. Zbornik materialov zo 17. slovenskej onomastickej konferencie Trnava 12 — 14. 09. 2007. — Bratislava, 2010. — S. 80–101.
9. Купчинская, З. Ареал архаической ойконимии Украины / З.О. Купчинская // Современная славистика и научное наследие С.Б. Бернштейна. Тезисы докладов. — М., 2011. — С. 221–223.
10. Купчинська, З. Стратиграфічний вимір ойконімної *-jь-моделі України / З.О. Купчинська // Сборник тезисов конференции “Славянские языки и литературы в синхронии и диахронии” 26–28 ноября 2013. Московский государственный университет имени М.В.Ломоносова. — М., Издательство МАКС Пресс, 2013. — С. 205–207.
11. Купчинська, З. Способи вираження посесивності в мікротопонімії та ойконімії України / З.О. Купчинська // Mikrotoponimy i makrotoponimy w komunikacji i literaturze (XVIII Międzynarodowa i Ogolnopolska Konferencja Onomastyczna „Mikrotoponimia i makrotoponimia” (Łódź, 27–29.10.2012) / red. Artur Gałkowski, Renata Gliwa. — Łódź, 2015. — S. 55–66.
12. Купчинська, З. Архаїчні ойконіми на *-ьn України: ареал і хронологія / З.О. Купчинська // Тенденції розвитку української лексики та граматики / Ред. Ірина Кононенко, Ірена Митнік, Світлана Романюк. — Варшава — Івано-Франківськ, 2015. — Частина II. — С. 289 — 306.
13. Купчинська, З. Ойконімна ретро- і перспектива Подільського воєводства / З.О. Купчинська //Studia Ucrainica Varsoviensia. 4. — Warszawa : Uniwersytet Warszawski, Katedra Ukrainistyki. — Warszawa. — 2016. — С. 153 — 173.
14. Купчинська, З. Ойконімні типи як система// Modern philologi: relevant issues and prospectsof research/ З. О. Купчинська. — Lublin, 2017. — S. 156 — 159.
15. Купчинська, З. Архаїчні ойконіми на *-ьskъ: Правобережне Полісся (ХХ —XXI ст.) / З.О. Купчинська //Studia Ucrainica Varsoviensia. — Warszawa : Uniwersytet Warszawski, Katedra Ukrainistyki. — Warszawa. — 2018. — № 6. — С. 163 — 183.
16. Zoriana Kupchynska.  Arealogia, stratygrafia i ojkonimiczny krajobraz: punkty przecięcia //Annales UMCS Sectio FF — Philologiae. —  Vol 37, No 2 (2019). — S. 13–25.
17. Купчинська, З. Назви локусу в минулому і сьогодні//Мова в суспільстві: семантика, синтактика, прагматика/ за ред. Г. Мацюк, І Митнік, О. Новікової. — Варшава — Львів — Мюнхен:  Wydawnictwo KUL, Lublin. — 2019. — Ч.1. — С. 193–206.

Інші публікації
1. Дослідження в галузі топономастики в НТШ  Матеріали наукового симпозіуму “Т. Шевченко і українська національна культура”. — Львів, 1990. — С. 104-106.
2. Купчинська, З. Ономастичні проблеми на сторінках журналу “Рідна мова”// збірник “Словотвір як вияв динаміки мови”.– Т. 2. — Львів, 1994. — С. 5–6.
3. Купчинська, З. Адаптовані іншомовні антропоніми як твірні основи відприсвійної топонімії// Збірник “Актуальні проблеми українського словотвору”.– Івано-Франківськ, 1995. — С. 89–90.
4. Купчинська, З. Ташицький В. як ономаст// збірник “Українська філологія: досягнення і перспективи”. — Львів, — С. 137–139.
5. Купчинська, З. Українські топоніми з формантом -ани в XIX-ХХ ст. // зб. “Ономастика східних слов'ян”. — К., 1996. — С. 41–42.
6. Купчинська, З. До питання про ономастичний термін// збірник “Український правопис і наукова термінологія: історія, концепції та реалії сьогодення”. — Львів, 1996. — С. 143–148
7. Купчинська, З. До питання про принципи укладання регіонального словника мікротопонімії // Сборник научных трудов по лексикографии. — Вып. 4. — Харків, 1997. — С. 101–102.
8. Купчинська, З. Географічний термін — власна назва: лексико-семантичний зв'язок// збірник “Український правопис і наукова термінологія”. — Київ, 1997. — С. 124–130.
9. Купчинська, З. Стратиграфія відприсвійних топонімів України / З.О. Купчинська // ЗНТШ. — Львів, —Т. CCXXXIV. — С. 261–280.
10. Купчинська, З. До питання про спецкурс із ономастики// збірник “Проблеми утвердження і функціонування державної мови в Україні”. — Київ, 1998. — С. 187–190
11. Купчинська, З. До проблеми балто-слов”янських мовних взаємин // збірник “Українська філологія: школи, постаті, проблеми”. — Київ, 1999. — Ч. II. — С. 37–44.
12. Купчинська, З. Семантичний простір у межах опорних лексем-термінів яр-рівнина-гора (На основі матеріалів топонімії України) // збірник “Мовознавчі студії”. Праці сесій, конференцій, симпозіумів, “круглих столів” НТШ. — Том 13. — Львів, 2002. — С. 235–249.
13. Купчинська, З. Про деякі історично-фонетичні зміни в системі української топонімії / З.О. Купчинська // До джерел. — Львів — Київ, 2004. — С. 302–313.
14. Купчинська, З. Дещо з мікротопонімії Карпатського регіону / З.О. Купчинська // Студії з ономастики та етимології. 2004. — К., 2004. — С. 107–114.
15. Купчинська, З. Праслов’янський лексичний фонд — основа української архаїчної ойконімії (лексикографічний аспект) / З.О. Купчинська // Шостий міжнародний конгрес україністів. Мовознавство. — Київ — Донецьк, 2005. — Кн. 5. — С. 296–307.
16. Купчинська, З. Семантична модель і семантичне поле (на матеріалі архаїчної української ойконімії / З.О. Купчинська // Традиційне і нове у вивченні власних назв. Тези доповідей міжнародної ономастичної конференції (Донецьк, 13–16 жовтня 2005). — Донецьк — Горлівка — Святогірськ, 2005. — С. 22–24
17. Купчинська, З. Українські ойконіми з іє. коренем *ghel // *gel / З.О. Купчинська // Слово і доля. — Львів, 2005. — С. 271–277.
18. Купчинська, З. Ареал українських ойконімів на —ів (до XIV ст. і XX  ст.) / З.О. Купчинська // Студії з ономастики та етимології. 2007. —  К., 2007. — С. 158–166.
19. Купчинська, З. Nomen negativum як твірна основа архаїчного ойконіма (назви з компонентом не-) / З.О. Купчинська // Студії з ономастики та етимології. 2009. — К., 2009. — С. 76–87.
20. Купчинська, З. Прикметники на *ьn як твірні основи ойконімів України / З.О. Купчинська // Студії з ономастики та етимології. 2010. — К., — С. 137–146.
21. Купчинська, З. Назви на -ич-і та -ан-и: від етнонімів до мікротопонімів / З.О. Купчинська // Студії з ономастики та етимології. 2011–2012. — К. : Кий, 2012. — С. 131–140.
22. Купчинська, З. Ойконімна архаїка України / З.О. Купчинська // Писемні пам’ятки: сучасне прочитання. — Львів, 2011. — С. 139–148.
23. Купчинська, З. Соціально-історичний запит на власну назву поселення (на матеріалі архаїчної ойконімії України) / З.О. Купчинська // Україноцентризм наукового сумління. Зб. наук. пр. на пошану професора Зеновія Терлака. — Львів, 2014. — С. 351–368.
24. Купчинська, З. Стратиграфія та ойконімна ареалогія: до історії питання / З.О. Купчинська // Сучасні проблеми мовознавства та літературознавства: зб. наук. праць. — Ужгород, 2016. — Вип. 21. — С. 226–230.
25. Купчинська, З. Антропоніміка в Науковому товаристві ім. Шевченка // Енциклопедія “Наукове товариство імені Шевченка”. — Львів, 2012. — С. 227 — 230.
26. Купчинська, З. Ареальна лінгвістика (ареологія, просторова лінгвістика) // Енциклопедія “Наукове товариство імені Шевченка”. — Львів, 2012. — С. 250 — 252.
27. Купчинська, З. Ареал архаїчних ойконімів на *-inъ у XX столітті // Діалектологічні студії. 10. Традиції і новаторство. — Львів, 2015. — С. 504–518.
28. Купчинська, З. Вондрак Вацлав / З. О. Купчинська // Енциклопедія “Наукове товариство імені Шевченка”.– Львів, 2016. — Т. 3. —  С.265–267.
29. Купчинська, З., Здирко Т.М. Рукописна ономастична спадщина  Мирона Кордуби // Повідомлення Української ономастичної комісії. Нова серія. — Київ — Луцьк: Терен, 2016. — Вип. 2 (17). —  С. 27–51.
30. Купчинська, З. О. Архаїчні ойконіми на *-ьskъ: ареал і статистика до XIV і XX ст. / З. О. Купчинська // У координатах мови : зб. наук. праць на пошану професора Лідії Коць-Григорчук . — Л., 2016. — С. 265–310.
31. Купчинська, З. Деантропонімна архаїчна ойконімія України: відкомпозити. III.// Серце чистеє, думка чесная…: Збірник наукових праць і матеріалів на пошану Ірини Ощипко. — Львів : 2018. — С. 491-511.
32. Купчинська, З. Ономастична робота на кафедрі української мови Львівського національного університету ім. І. Франка // Повідомлення Української ономастичної комісії. Нова серія. — Київ — Луцьк: Терен, 2016. — Вип. 2 (17). —  С. 11–17.
33. Купчинська, З. Галицько-Волинське князівство крізь призму ойконімії (Володимирська, Луцька, Дорогобузько-Пересопницька землі)// Східнослов’янські мови в їх історичному розвитку: Зб. наук. пр., присвячений 70-річчю від дня народження професора Петра Івановича Білоусенка. — Запоріжжя: ТОВ «ЛІПС», ЛТД,  2018. — С. 73–83.
34. Купчинська, З. Обговорення проекту нової редакції українського правопису (засідання президії НТШ 11 вересня 2018 року)// Вісник НТШ. —  Число 60. — Львів, 2018. — С. 25-26.
35. Купчинська, З. До словника власних назв (на матеріалі архаїчної ойконімії України). IV. //У вимірах слова: збірник наукових праць на пошану професора Ірини Кочан / упоряд. Олександра Антонів, Оксана Туркевич, Іванна Фецко. — Дрогобич: «Посвіт», 2019. — С. 296–310.
36. Купчинська, З. Ойконімний ландшафт: історія його вивчення та перспективи дослідження // IX міжнародний конгрес україністів. Мовознавство. Зб. наук. статей. — Київ: Видавництво ІМФЕ, 2018. — С. 249–258.
37. Купчинська, З. Антропонімний та ойконімний ареали: точки перетину: // Студії з ономастики та етимології. 2017–2018 / Відп. ред. В.П. Шульгач. — К., 2018. — С. 95 —104.
38. Купчинська, З. До словника власних назв (на матеріалі архаїчної ойконімії України)//На сторожі слова: зб. наук. праць на пошану професора Василя Грещука. —  Івано-Франківськ: Прикарпатський національний університет імені Василя Стефаника, 2019. —  С. 171 — 182.
39. Купчинська, З. Ретро- і перспектива Львівської ономастичної школи// Львівська ономастична школа : Хрестоматія / [відп. ред. Купчинська, З.О.]. — Львів, 2019. —  С. 4–28.
40. Купчинська, З. Про XVIII Всеукраїнську ономастичну конференцю // Вісник НТШ. —  Число 62. — Львів, 2019. — С. 116–117.
41. Купчинська, З..  Мікротопонімія Львівщини з компонентом ЗА// Записки  НТШ. Праці філологічної секції.  —  Том 272. — Львів, 2019. — С. 443–459.
42. Купчинська, З..  До питання порівняльно-історичної ойконіміки.
43. Купчинська, З..  До словника власних назв (на матеріалі архаїчної ойконімії України). V. // До глибин сутности мови. Зб.наук. праць на пошану проф. Миколи Лесюка. — Івано-Франківськ: Місто НВ, 2020. — С. 196–203.
44. Купчинська, З.. Голоскевич Григорій / З. О. Купчинська // Енциклопедія “Наукове товариство імені Шевченка”. — Львів, 2019. — Т. 4. — С. 116–118.

Рецензії
1. Купчинська Зоряна. Гринчишин Дмитро/ З. О. Купчинська // Енциклопедія “Наукове товариство імені Шевченка”. — Львів, 2019. — Т. 4. — С. 284–287.
2. Купчинська Зоряна. Грунський Микола/ З. О. Купчинська // Енциклопедія “Наукове товариство імені Шевченка”. — Львів, 2019. — Т. 4. — С. 354–357.
3. Купчинська Зоряна. Гумецька Лукія/ З. О. Купчинська // Енциклопедія “Наукове товариство імені Шевченка”. — Львів, 2019. — Т. 4. — С. 431–435.
4. Купчинська Зоряна. Ґартнер Теодор/ З. О. Купчинська // Енциклопедія “Наукове товариство імені Шевченка”. — Львів, 2019. — Т. 4. — С. 500–502.
5. Купчинська Зоряна. Східне Полісся: мікротопонімія в контексті регіональної лексичної системи  (рец. на Шклярык В. А. Мікратапанімія Усходняга Палесся ў кантэксце развіцця рэгіянальнай лексічнай сістэмы / В. А. Шклярык. — Мінск : Беларуская навука, 2017. — 196 с.) // Вісник Львівського університету. Серія філологічна. — Вип. 72. — Львів, 2020. — Ч.І. —  С. 344–346.
6. Купчинська Зоряна.  Дещо про українські прізвища (рец. на Анатолій Поповський. Дещиця про українські прізвища.  — Дніпро : ЛІРА, 2020. — 304 с. ) // Вісник Львівського університету. Серія філологічна. — Вип. 72. — Львів, 2020. — Ч.І. —  С. 360– 362.
7. Lushnycky Alexander, Ph. D. Ukrainians of the Delaware Valley. Images of America. — Charleston, SC: Arcadia pub., 2009 // Вісник НТШ.. — Ч. 44. — Львів, — С. 70–71.
8. Українці всюди українці (рецензія на книгу-альбом О. Лужницького “Українці Великої Філадельфії”) // Вісник НТШ. — Ч. 40. — Львів  —  С. 61–63.
9. Нові здобутки істориків мови // Діалектологічні студії. 1. Мова в часі і просторі. — Львів, 2003. — С. 401–405. (рецензія на „Словник української мови XVI — першої половини XVII ст.”)
10. Все-таки видано // Урок української. — №1. — С. 64. (рецензія на монографію Фаріон І.Д. „Українські прізвищеві назви Прикарпатської Львівщини кін. XVIII — поч. XIX ст.”)
11. Купчинська З.О. Рец.: Цілісне дослідження антропонімії Холмщини XVI–XVII ст. (Irena Mytnik. Imiennictwo ziemi chełmskiej w XVI–XVII wieku. —  Warszawa,  2017. —  320 s. Irena Mytnik. Słownik historyczno–etymologiczny antroponimii ziemi chełmskiej XVI–XVII wieku. —  Warszawa,  2017. —  318 s.) // Вісник Львівського університету. Серія філологічна. — Вип. 71. — Львів, 2019. — Ч.II. —  С. 450-452

Методичні публікації
1. Купчинська З.О. Практичні заняття з курсу “Лексикологія. Фразеологія. Лексикографія”. — Львів, ЛНУ імені Івана Франка, 1999. — 52 с.
2. Купчинська З.О. Програма для збирання мікротопонімії та географічної номенклатури. — Львів, ЛНУ імені Івана Франка, 2000. — 22 с.
3. Купчинська З.О. Практичні заняття з курсу “Історична граматика української мови”. — Львів, ЛНУ імені Івана Франка, 2001. — 28 с.
4. Зоряна Купчинська, Володимир Пілецький. Історична граматика української мови. Збірник практичних і тестових завдань. — Львів, 2011. — 108 с.
5. Зоряна Купчинська, Володимир Пілецький.Історична граматика української мови. Навчальний посібник для студентів філологічних факультетів. — Львів, 2013. — 196 с.
6. Зоряна Купчинська, Володимир Пілецький. Історична граматика української мови. Навчальний посібник для студентів філологічних факультетів. — Львів, 2014. — 295 с.